# Зигибот
Зигибот (на немски: Sigibot, Sigiboto) е ок. 1078 г. граф на Тюбинген в замък „Бург Рук“ и съосновател на манастир Блаубойрен (ок. 1085 г. в Баден-Вюртемберг).

## Биография
Той е брат на граф Анселм фон Наголдгау и на граф Хуго I фон Тюбинген. Зигибот резидира в построения от него замък Бург Рук при Блаубойрен.
Граф Зигибот премества манастира от Егелзе в Блаубойрен и дарява земи. Със съпругата си Аделхайд, която е от саксонски благороднически род от Елзас, вероятно от Егисхайм, подарява селото Зюсен (Зайсен при Блаубойрен). Зигибот умира най-вероятно скоро след това, понеже името му изчезва от историята на дарението.
След смъртта му вдовицата му се занимава много активно със започнатото им дело. Тя дарява на манастира една мелница и имение в Зюсен, друго при Кьолблингсбух, също и близко намиращата се гора.

## Деца
Зигибот и Аделхайд имат трима сина:
- Зигфрид
- Вернер (духовнк)
- Валтер